# Włodzimierz Zakrzewski
Włodzimierz Zakrzewski (San Petersburgo, 1916 - Varsovia, 1992) fue un pintor y cartelista polaco considerado uno de los mayores representantes del realismo socialista de su país.